# Rue de Médicis
La rue de Médicis est une voie située dans le quartier de l'Odéon du 6e arrondissement de Paris.

## Situation et accès

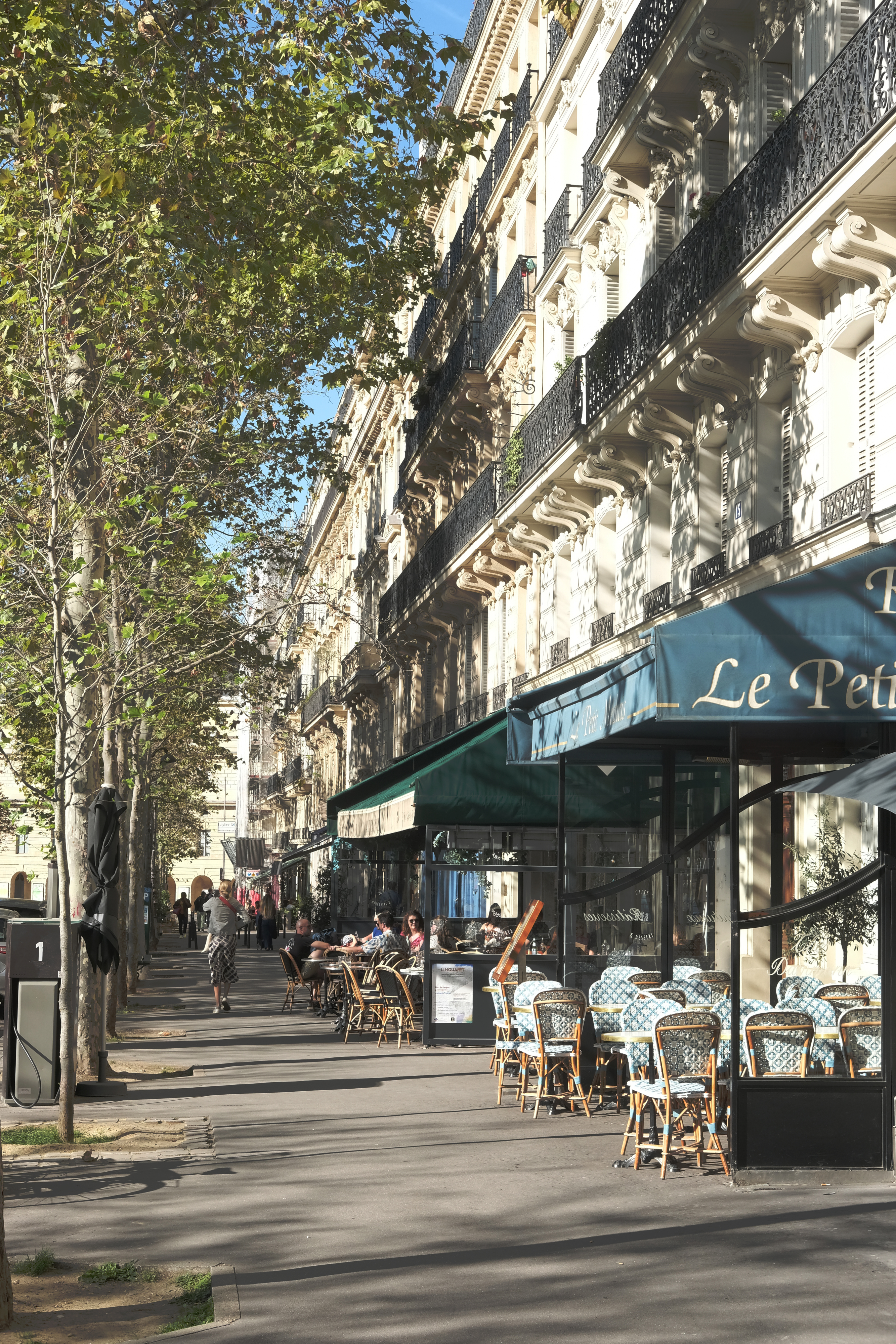
Rue de Médicis, côté des immeubles.

Longue de 170 mètres, elle commence place Paul-Claudel et finit 6, place Edmond-Rostand.
Le quartier est desservi par les lignes 4 et 10 à la station Odéon ainsi que par la ligne B du RER  à la gare du Luxembourg.

## Origine du nom
La voie tire son nom du voisinage du palais du Luxembourg, construit au XVIIe siècle pour la reine Marie de Médicis (1573-1642), épouse d'Henri IV.

## Historique
Sous le règne de Louis-Philippe, l’accès à l’Odéon ne peut se faire depuis la nouvelle rue Soufflot que par des voies peu larges (la rue Monsieur-le-Prince et la rue de Vaugirard). En 1860, le préfet Haussmann fait remarquer qu’un projet de liaison directe existe depuis 1790 et prévoit de s’en inspirer pour tracer une voie rectiligne à travers le jardin du Luxembourg. Elle entraînerait la destruction de la fontaine Médicis et une grande partie des maisons situées entre cette voie et la rue Monsieur-le-Prince (décret du 8 décembre 1860). Devant le tollé, l’architecte du Sénat Alphonse de Gisors propose un tracé courbe préservant, par l’ouest, la fontaine. Haussmann ne veut rien céder mais, à la suite d’une pétition signée par les habitants, il accepte de modifier imperceptiblement son projet et de déplacer la fontaine,.
Cette voie a été percée, finalement, en 1861, dans le cadre des travaux d'urbanisme effectués par le préfet Haussmann. Cet aménagement a entraîné le déplacement de la fontaine Médicis, commandée par Marie de Médicis, et qui se trouve désormais adossée à la rue. La rue est, depuis lors, bordée par les grilles de Gabriel Davioud sur tout son côté sud-ouest. Le trottoir nord-est a été loti et bâti dès l'ouverture de la rue, faisant de la rue un ensemble homogène d'immeubles haussmanniens.
Le 2 avril 1918, durant la Première Guerre mondiale, un obus lancé par la Grosse Bertha explose au no 13 rue de Médicis.
Se trouvant sur les contreforts de la montagne Sainte-Geneviève, la rue a vu s'installer éditeurs et libraires.
En 1924, la partie de la rue débouchant sur le boulevard Saint-Michel est renommée « place Edmond-Rostand ».

## Bâtiments remarquables et lieux de mémoire

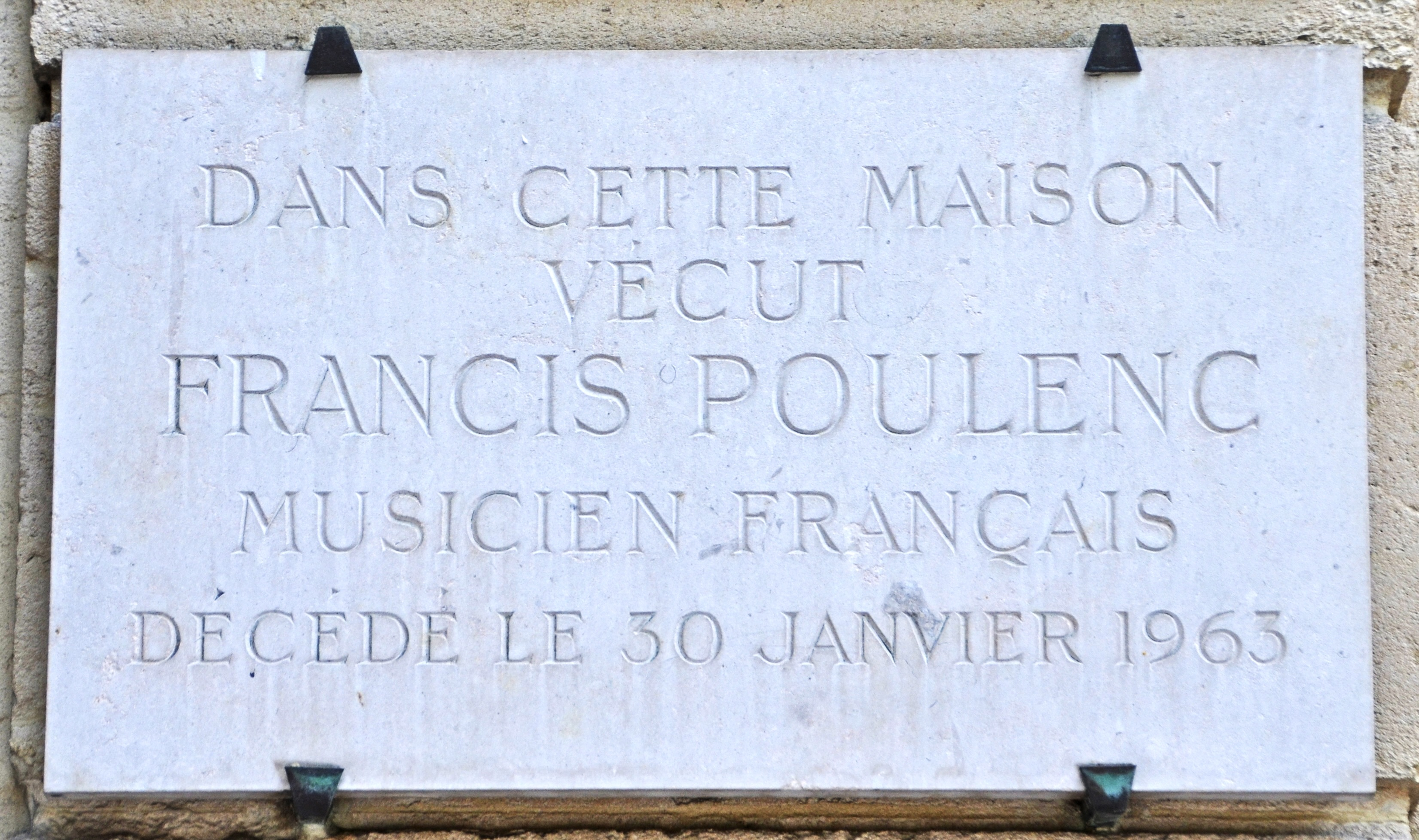
Plaque du n°5.

- La rue longe le jardin du Luxembourg et la fontaine Médicis. Elle débouche sur le théâtre de l'Odéon, où l'actrice Sarah Bernhardt a fait un court passage : « C’est le théâtre que j’ai le plus aimé, et que je n’ai quitté qu’à regret »[réf. souhaitée].
- Au no 5 se situait le foyer israélite qui a servi des repas cachères aux étudiants (juifs ou non) de 1920 au 27 mars 1979, date oùil fut détruit dans un attentat qui fit 33 blessés[5],[6]. Robert et Henriette Sandler dirigèrent l'affaire une quinzaine d'années mais en étaient partis quand survint l'attentat.
- Au no 11, La Nouvelle Librairie nationale (devenue La Nouvelle Librairie en 2018), depuis 1900 - de 1935 à 2016 librairie José Corti.

Plusieurs personnalités ont habité la rue :
- au no 1 : la cantatrice Spéranza Calo-Séailles (1885-1949) et son époux Jean Charles Séailles (1883-1967), ingénieur et inventeur prodigue. Ils y accueillirent pendant la Première Guerre mondiale de nombreux musiciens réfugiés[7],[8].
- au no 5 :
  - Ernest Lavisse (1842-1922), historien et académicien, fondateur de l'histoire positiviste, et auteur de nombreux manuels scolaires, les « manuels Lavisse », a habité deux appartements en duplex (4e gauche et 5e gauche) ;
  - Francis Poulenc (1899-1963), compositeur et pianiste[9] (une plaque commémorative lui rend hommage sur la façade) ;
  - William Klein (1926-2022)), photographe, peintre, plasticien, graphiste et réalisateur américano-français de films documentaires, publicitaires, et de fictions, au 4e gauche, et décédé en 2022[réf. souhaitée].
- au no 11, Émile Boutmy et ses deux frères furent propriétaires d'un appartement familial, au cinquième étage[10].
- au no 13 : ancien siège de l’Orbital Café[11], premier cybercafé ouvert en France en avril 1995.
- au no 19 (de nos jours 2, place Edmond-Rostand) : André Gide[12].

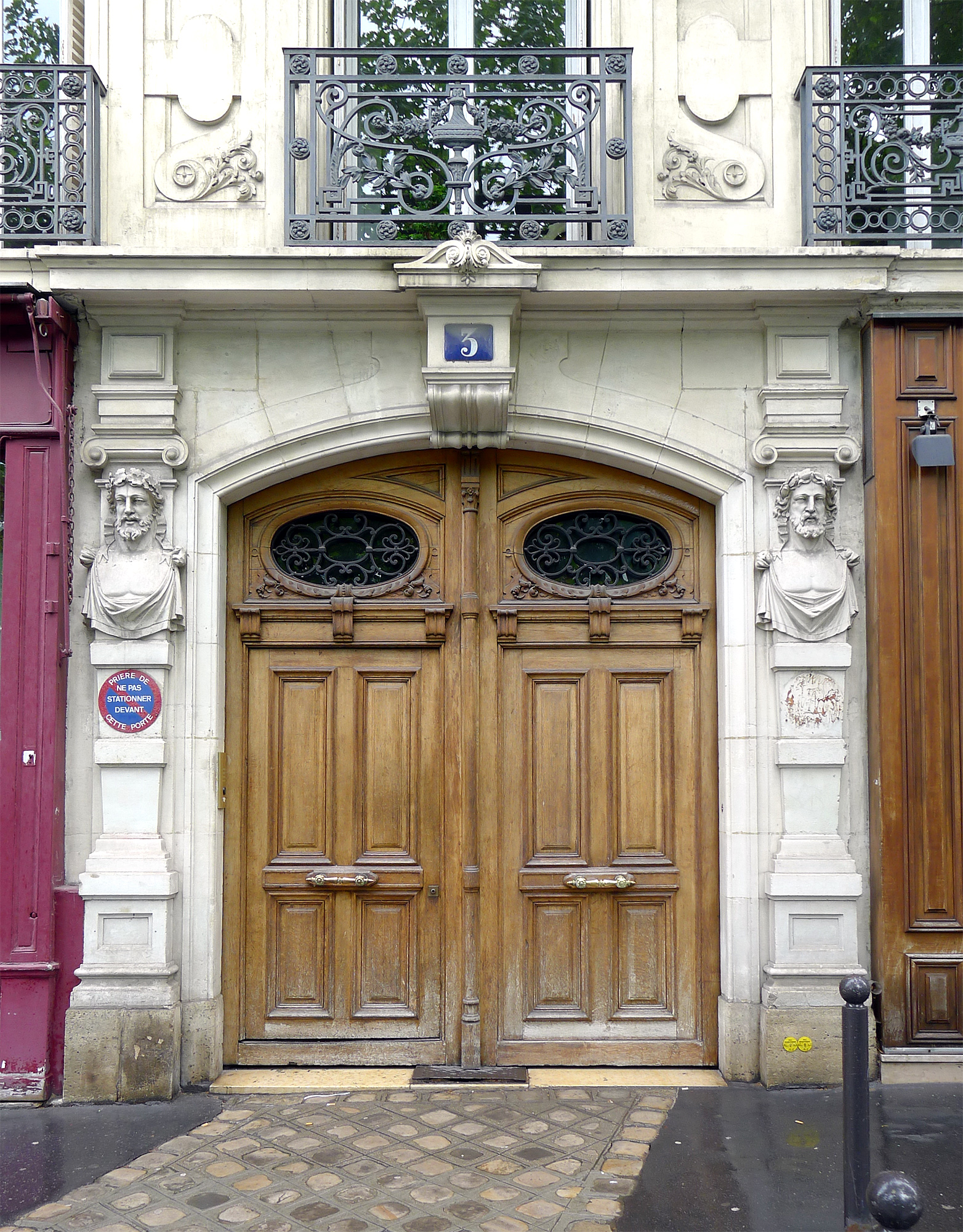
No 3.
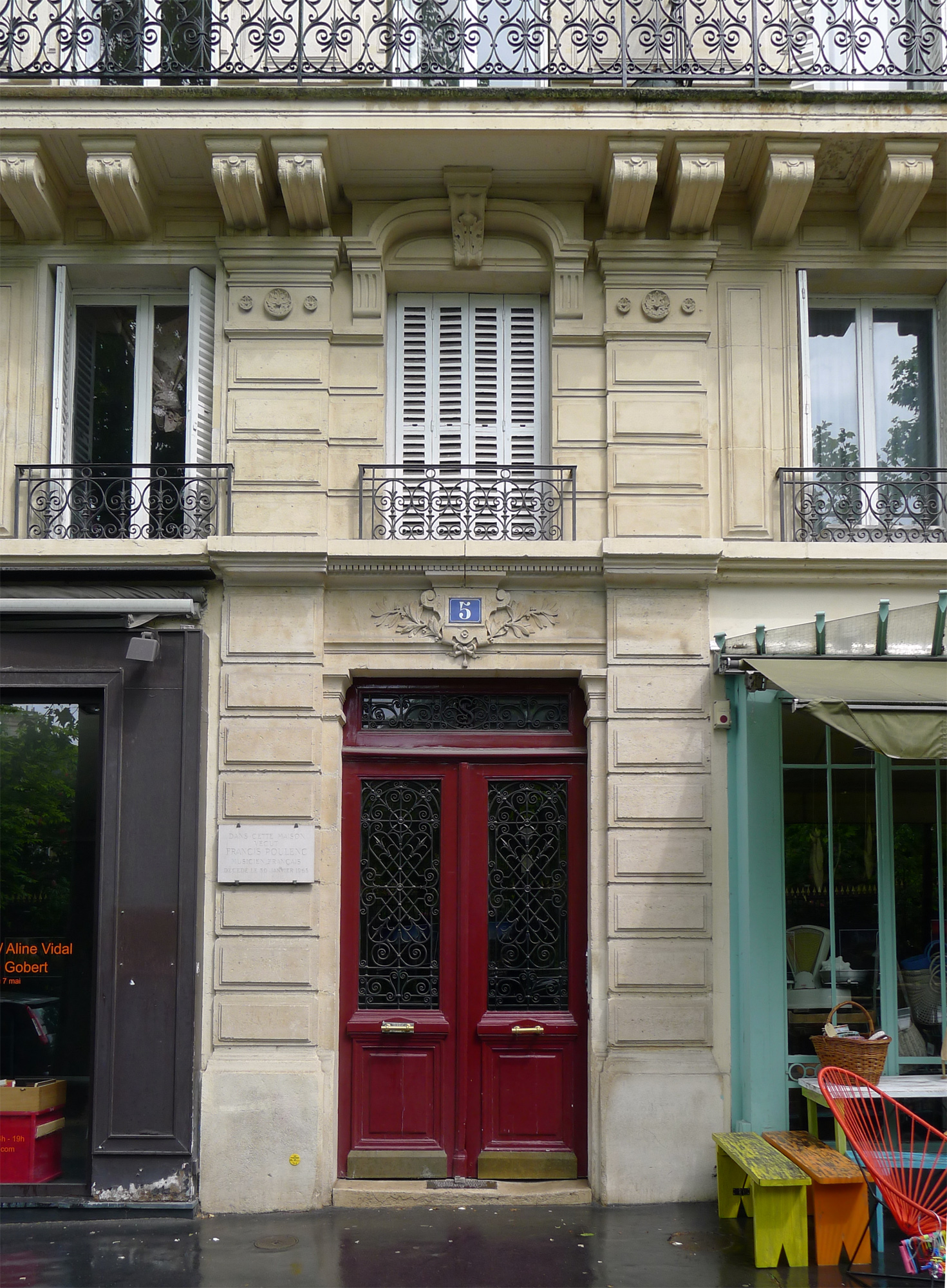
No 5.
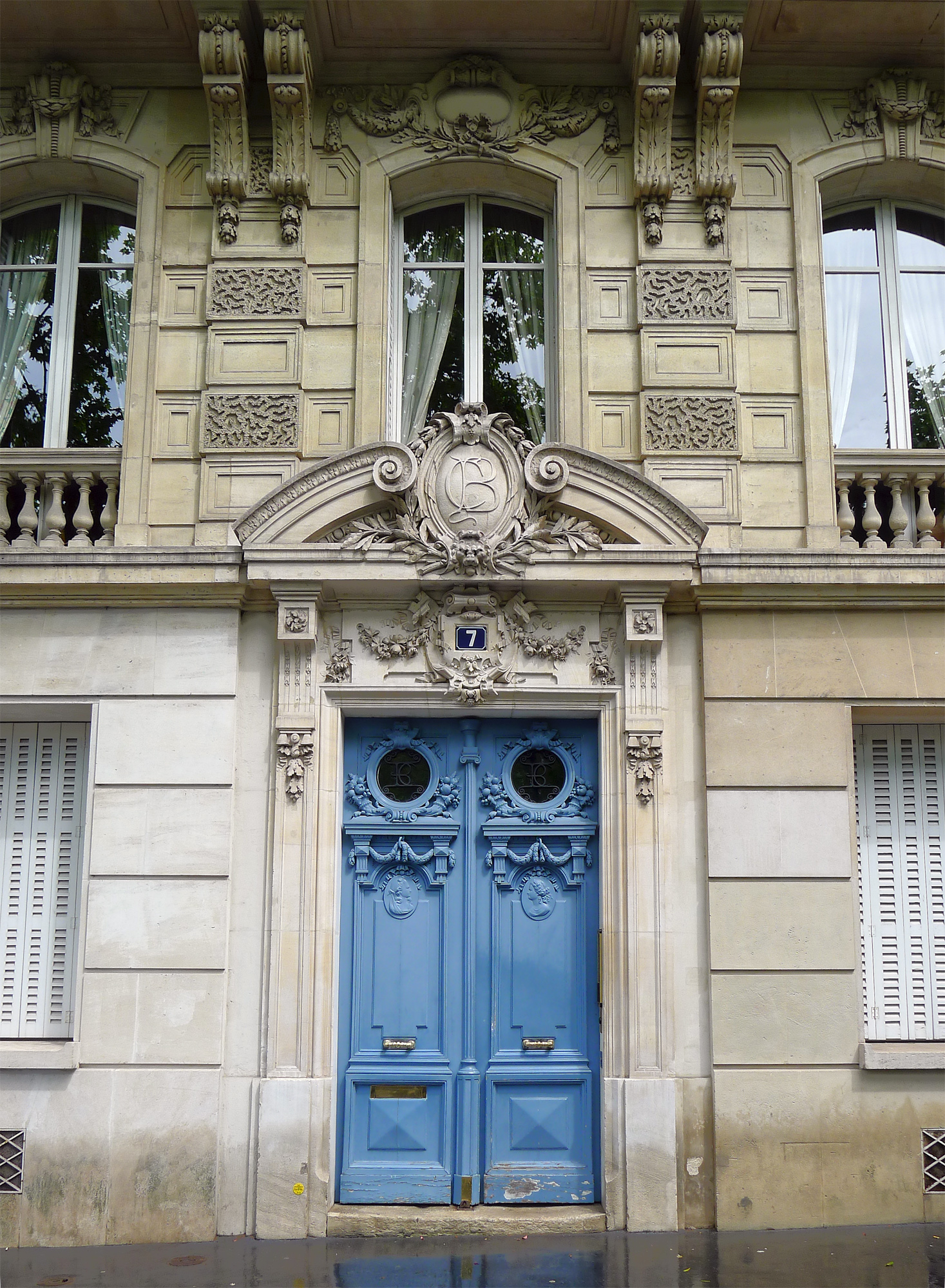
No 7.
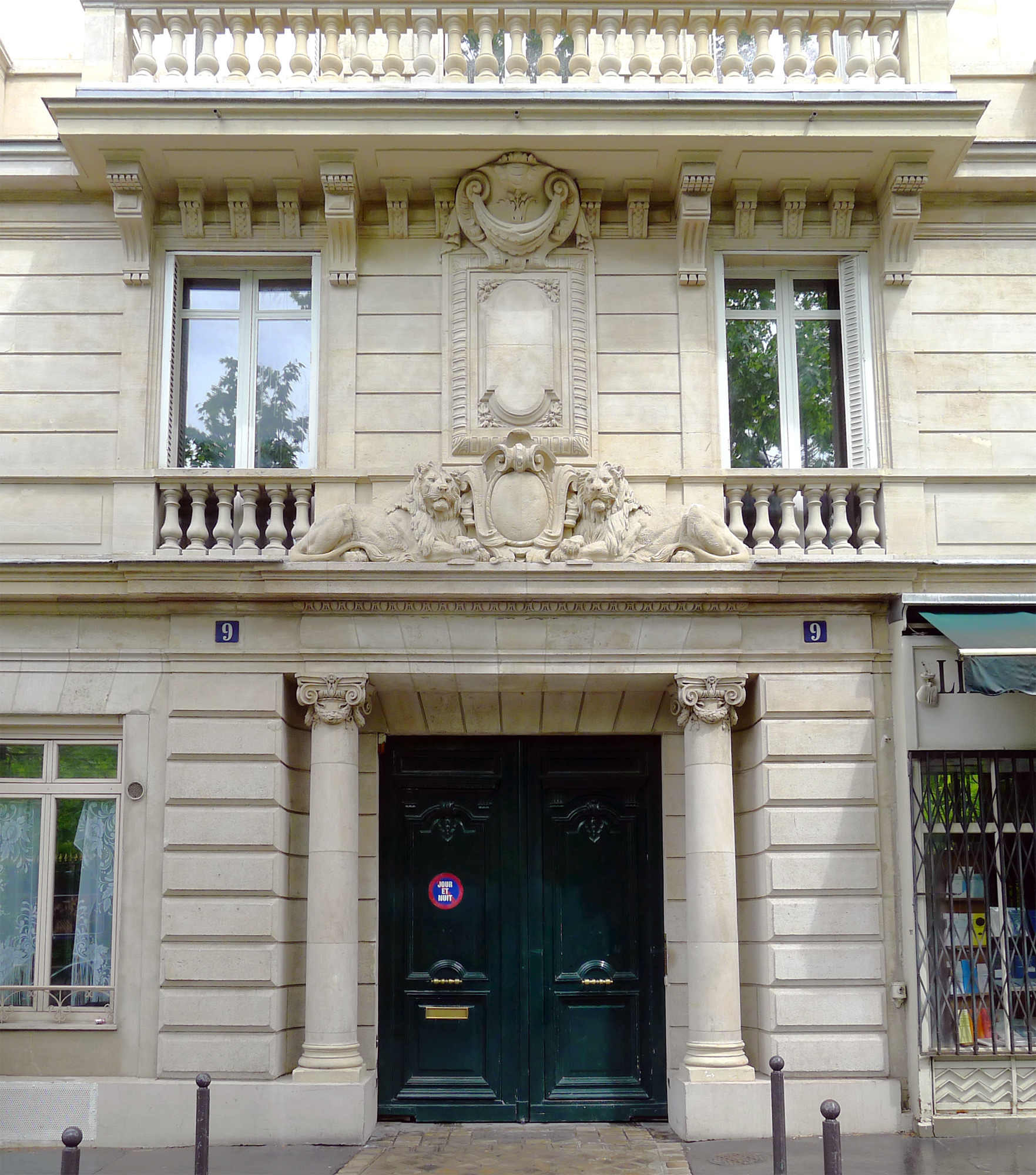
No 9.

- Plaque du n°5.